# Zamarada ramonae
Zamarada ramonae is een vlinder uit de familie van de spanners (Geometridae). De wetenschappelijke naam van de soort is voor het eerst geldig gepubliceerd in 2011 door Beck & Karisch.

## Type
- holotype: "male. 9.01.-03.03.1997. Leg. S. Murzin & V. Siniaev", GU-Nr. 345"
- instituut: SMTD, Dresden, Germany
- typelocatie: "Congo, Odzala National Park, 400-500 m, 23'N, 14°50'E"